# مسكي
حب المسك المسكي أو اختصارًا مسكي أو عنبر بول (الاسم العلمي: Abelmoschus moschatus)، نبات عطري وطبي ترجع أصوله إلى الهند، وهو من فصيلة الخبازية. وهي شجيرة دائمة الخضرة لها أوراق متبادلة بسيطة مسننة الحافة، والأزهار مفردة ذات لون زاهي وردية أو حمراء، والأنبوبة السدائية طويلة حمراء والمياسم حمراء.

## الاستخدام
تستخدم الأزهار والأوراق لما تحتويه من فيتامينات ومواد مقوية في عمل المستحلبات الطبية. كما تستخدم البتلات كشراب منعش عند الإصابة بالحمى، وتستخدم أيضاً في عمل المراهم المهدئة. كما أن الأوراق لها مفعول مسهل.

## المحذورات
لم تظهر للنبات آثار جانبية، وإن كانت الجرعات العالية تسبب الإسهال.